# Crash de Tramoyes
Le crash de Tramoyes s'est produit le 12 août 1963, lorsque le vol Air Inter 2611, une liaison régulière, assuré par un Vickers Viscount 708 (immatriculé F-BGNV) de la compagnie aérienne française Air Inter, entre Lille et Nice, avec une escale prévue à Lyon, s'est écrasé en début d'après-midi à Tramoyes, dans le sud-ouest du département de l'Ain, lors de son approche de l'aéroport de Lyon-Bron, situé à une quinzaine de kilomètres de là. 
L'accident a fait seize morts : onze des douze passagers, les quatre membres d'équipage et une personne au sol. 

## Déroulement de l'accident
Alors qu'il avait été mis en attente pour son atterrissage, L'avion est pris dans un violent orage. Une aile heurte deux arbres, puis le toit d’une ferme et enfin l'appareil heurte un poteau électrique en ciment armé et s'écrase dans un champ. 
Douze personnes sont tuées sur le coup et quatre sont grièvement blessées mais une seule survivra, une fillette de cinq ans. 
La cause probable de l'accident serait l'aveuglement de l'équipage provoqué par un violent éclair, leur faisant perdre le contrôle de l'appareil.

## Appareil
L'avion est un Vickers Viscount 708  construit par la société britannique Vickers-Armstrong en 1954 pour la compagnie Air France et racheté par Air Inter le 16 mars 1962. Il est équipé de 4 turbopropulseurs de type Dart 506. L'avion totalisait 12 732 heures de vol. 

## Équipage
- Commandant de bord : Georges Valencia, né le 1er septembre 1925, 7 400 heures de vol. Assurait les fonctions de navigation et de contrôle des moteurs sur ce vol[2].
- Second pilote : Guy Cleret-Langavant, né le 21 juillet 1930, 5 795 heures de vol. Assurait le pilotage sur ce vol[2].
- Chef de cabine : Christiane Souleil, née le 22 mai 1939. Grièvement blessée dans l'accident elle demandera à Francis Girard, première personne intervenue sur l'accident, de prévenir l'aéroport de Bron. Elle meurt à l'hôpital Édouard-Herriot à Lyon[2].
- Hôtesse de bord : Liliane Perois, née le 31 octobre 1942[2].

## Autres accidents d'Air Inter et du Vickers Viscount
Le moyen-courrier britannique Vickers Viscount, lancé en 1948, connut un très grand nombre d'accidents au cours de sa carrière. Ainsi sur les 445 avions mis en service, il y eut 150 accidents ou incidents graves, dont 144 ayant entraîné la perte de l'appareil (voir l'article sur le Wikipédia en anglais : (en) List of accidents and incidents involving the Vickers Viscount).
Le crash de Tramoyes est le premier des trois accidents d'avion qu'a connus la compagnie Air Inter au cours de son existence (1958-1997) dans des circonstances assez proches.
Le deuxième est le crash de Noirétable, le 27 octobre 1972, lors duquel un autre Vickers Viscount s'était écrasé dans le Forez, en approche sur Clermont-Ferrand, de nuit et par temps d'orage.
Le troisième, la catastrophe du mont Sainte-Odile, le 20 janvier 1992, concerne, lui, un Airbus A320 qui s'est écrasé en approche sur Strasbourg, par temps nuageux et de nuit.

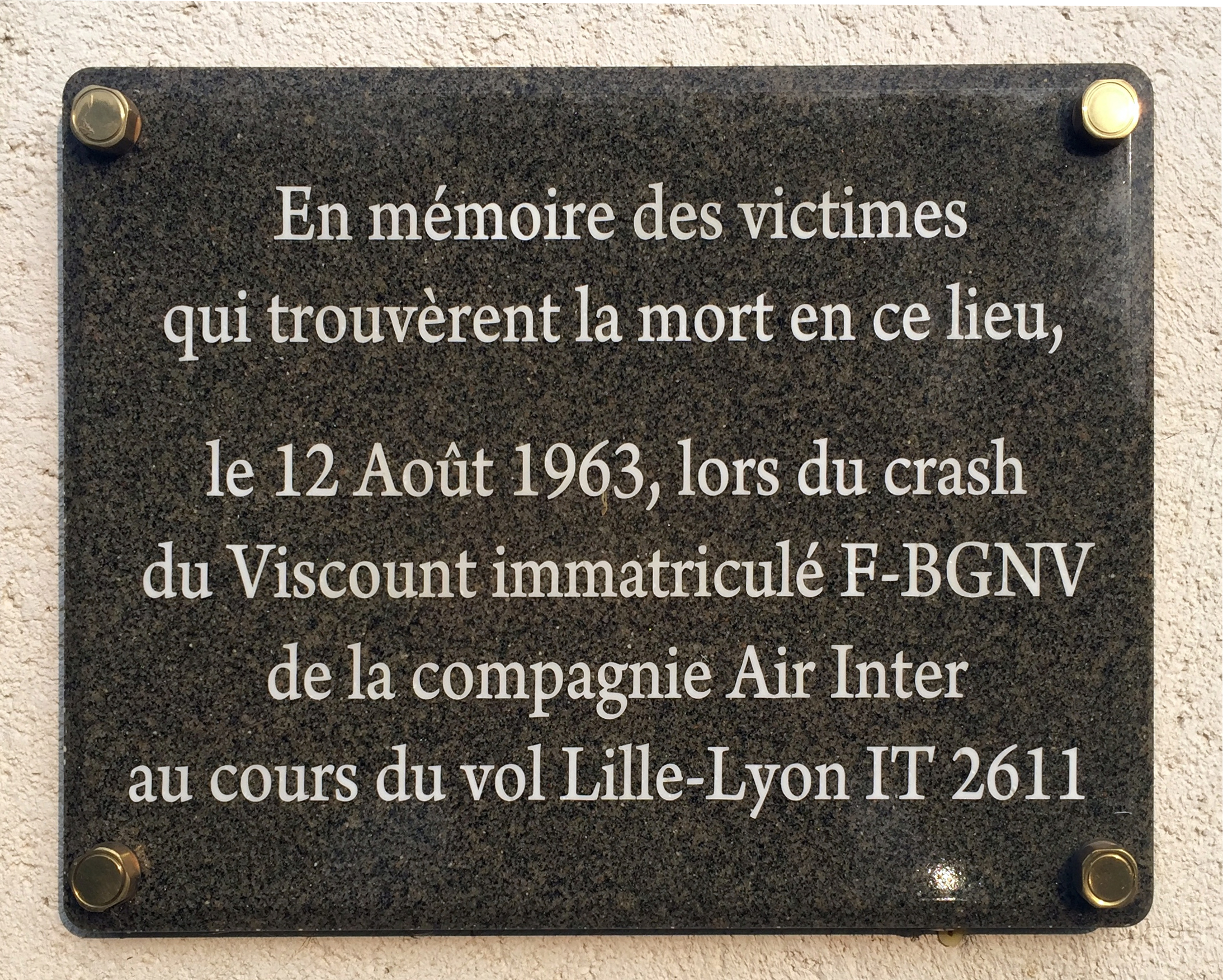
Plaque commémorative, en souvenir des victimes de l'accident, installée le 28 avril 2014.